# Distretto di Ocobamba (Cusco)
Il distretto di Ocobamba è uno degli undici distretti della  provincia di La Convención, in Perù. Si trova nella regione di Cusco.